# Dagmar Starcke
Dagmar Margrethe Kristine Starcke født Kaae (13. december 1899 på Frederiksberg – 27. juli 1975 i Farum) var en dansk maler og tekstilkunstner, der bedst huskes for sine applikerede, syede eller limede billedcollager. Hendes forældre var rentier Frederik Christian Larsen Kaae og Hansine Klinge.
Hun blev gift med billedhuggeren Henrik Starcke i Paris den 21. november 1925.
Dagmar Starcke er begravet sammen med sin mand på Karlstrup Kirkegård i Solrød under et relief udført af Henrik Starcke.

## Uddannelse
Dagmar Starcke blev student i 1918, hvorefter hun gik på Tegne- og Kunstindustriskolen for Kvinder. I 1921 blev hun optaget på Det Kongelige Danske Kunstakademis malerskole som elev af professor Sigurd Wandel. Hun forlod kunstakademiet i 1924.

## Kunstnerisk virke
Selv om Dagmar Starcke uddannede sig som maler, blev hun mest kendt og anerkendt for sine applikerede, syede eller limede tekstilcollager. Da hun i 1920’erne opholdt sig med sin mand i Frankrig begyndte hun at skrive hjem ved at sende små applikerede postkort til familie og venner. Det blev begyndelsen til det, der skulle blive hendes helt særlige kunstneriske udtryksform, og her var hun blandt frontløberne i at eksperimentere med former og farver, materialer og teknikker. Ofte valgte hun gamle klude og brugte stofrester til sine tekstilværker. En kilde til værkerne var blandt andet en kludepose, som hun havde fået hjemmefra, og som var samlet gennem flere generationer helt tilbage fra hendes tipoldemor. Andre gange præparerede hun stofstykkerne ved at brede dem ud i solen udenfor, hvor de blev bleget, så de passede til hendes farveskala og -udtryk. Hun klippede motiverne ud uden forudgående tegning og byggede efterfølgende sine billeder op med stor sans for formernes, materialernes og farvernes indbyrdes sammenhæng. Selv om stofstykkerne tvang hende til at arbejde i flader, blev hendes motiver aldrig abstrakte. Dagmar Starckes billeder viser ofte let aflæselige motiver og små, eventyrlige fortællinger fra hverdagen, bibelen eller H.C. Andersens eventyr.
Dagmar Starcke debuterede på Kunstnernes Efterårsudstilling i 1928 og udstillede her værker regelmæssigt igennem 1930’erne og frem til begyndelsen af 1940’erne. I omtrent samme periode, fra 1929 og frem til 1945, var hun repræsenteret på Charlottenborgs Forårsudstilling. Først i 1956 blev hun medlem af kunstnersammenslutningen Den frie Udstilling, hvorefter hun med jævne mellemrum udstillede i perioden fra 1958 til 1976. I første halvdel af 1900-tallet fik kvindelige kunstnere i en årrække primært vist deres værker på de censurerede udstillinger som Charlottenborgs Forårsudstilling og Kunstnernes Efterårsudstilling, mens det var sværere for dem at blive lukket ind i nogle af de mere mandsdominerede kunstner- og udstillingssammenslutninger.
Dagmar Starcke var medlem af Kvindelige Kunstneres Samfund (stiftet 1916), som var en fagpolitisk organisation, der arbejdede for at få kvinder valgt i kunstråd og udstillingskomitéer, så kvindelige kunstnere fik bedre muligheder for at udstille og afsætte deres kunst. En udløber af de drøftelser, der foregik i organisationen vedrørende kunsthåndværket, var etableringen af Selskabet til Haandarbejdets Fremme i 1928. Selskabet blev stiftet med det formål ”at skabe en Fornyelse af Haandarbejdet i Danmark og derigennem et Erhverv for de mange, der var udelukket fra at søge Arbejde udenfor Hjemmet”. Dagmar Starcke var én af de kunstnere, der blev knyttet til foreningen. Hun udstillede værker på en lang række udstillinger arrangeret af Selskabet i både ind- og udland samt leverede forlæg og mønstre til foreningens butikker og værksteder.
En del af Dagmar Starckes værker blev skabt til det offentlige rum, indendørs såvel som udendørs. Dagmar Starckes kunst havde således også et socialt sigte. Hun ønskede at lave kunst, som alle have adgang til og glæde af. Blandt andet udførte hun værker til børneinstitutioner og sociale boliger, også i andre materialer end tekstil. Eksempelvis skabte hun murstensmosaikker til et kommunalt boligbyggeri på Vigerslev Allé i København i 1939, og hun var én af kunstnerne, der skabte et motiv til et gavlmaleri fra kampagnen Mælk gir sundhed i 1952. Hun har desuden illustreret tre bøger; Det daglige brød (1941), Billedbog (1942) og H.C. Andersen ABC (1955) – alt sammen i samme fladeprægede og finurlige stil som hendes kludetæpper. I 1949 skabte hun otte tekstile billedcollager til en udsmykning i Carlsberg Bryggeriernes Børnedaghjem. Værkerne befinder sig i dag i Arbejdermuseets samling.

## Udvalgte udstillinger
- 1928-32, 1934-36, 1939, 1942 Kunstnernes Efterårsudstilling, København
- 1929 Winkel & Magnussen, sammen med Alma Dysted og Marie Wandel, København
- 1929-35, 1937-43, 1945 Charlottenborg Forårsudstilling, København
- 1932, Corner, København
- 1933, 1947 Forårsudstillingen, Odense
- 1934 Ole Haslunds hus, sammen med Gudrun Bremer og Agnete Varming
- 1946 Kunstforeningen, sammen med Henrik Starcke, København
- 1948 Danish Art Treasures, London
- 1948 Nordiska Konstnärinnor, Liljevalchs Konsthall, Stockholm
- 1950 Dansk dekorativ kunst, Liljevalchs Konsthall, Stockholm
- 1950 Tegne- og Kunstindustriskolen for Kvinder, jubilæumsudstilling, København
- 1953 Haandarbejdets Fremme Jubilæumsudstilling, Kunstindustrimuseet, København
- 1956, 1958, 1960-61, 1964, 1966, 1969, 1971-72, 1976 (mindeudstilling) Den Frie Udstilling, København
- 1976 Hørsholm Kunstforening (mindeudstilling), sammen med Henrik Starcke, Hørsholm

## Hæder
- 1929 Den Raben-Levetzauske Fond
- 1938 Bernhard Hirschsprungs Legat
- 1942 Professor Aug. Schiøtts Mindelegat
- 1942 Tagea Brandts Rejselegat
- 1947 Direktør J.P. Lund og Hustru Vilhelmine, f. Bugge’s Legat
- 1973 Niels Larsen Stevns Legat

## Værker i offentligt eje
- Gik alle konger frem i rad, kludeklip, 1930, Stedelijk Museum, Amsterdam
- Bordets glæder, kludeklip, ca. 1932, Kunstindustrimuseet, København
- Arles-sur-Rhône, kludeklip, 1936, Kunstindustrimuseet, København
- Det daglige Brød, originaltavler i kludeklip til bogen, 1941, Kunstindustrimuseet, København
- Børns leg og færden året igennem, otte tekstilcollager, udsmykning til Carlberg Bryggeriernes Børnedaghjem, 1949, Arbejdermuseet, København